# Калмыцкий узел
Калмы́цкий у́зел — бытовой временный крепёжный узел, образующий незатягивающуюся петлю на конце верёвки. Хорошо «держит» при постоянной и переменной нагрузках. Легко развязывать.
О «калмыцком», как о ремесленном узле упомянуто в словаре Даля в статье «Узел». Узел повсеместно использовали вплоть до середины ХХ столетия при работе с лошадьми. На Алтае и в других[каких?] животноводческих регионах России владельцы лошадей хорошо знают и применяют этот узел по настоящее время. За рубежом — неизвестен.
Используют для привязывания верёвки к дереву (столбу, кольцу). Также удобен в морском деле при подъёме вёдер с инструментами на мачты, трубы, за борт парусника, также для привязывания выброски к огону швартова при швартовке.
В МЧС РФ калмыцкий узел называют «петлёй МЧС №2».

## Применение
В быту
- Привязывание домашнего скота

В морском деле
- Для подъёма различных инструментов (вёдер, кистей на мачты, трубы, за борт судна)
- Для привязывания выброски к огону швартова при швартовке

## Булини
- Беседочный узел
- Голландский булинь
- Полуторный булинь
- Водный булинь
- Двойной булинь
- Бегущий булинь
- Два встречных беседочных узла[фр.]
- Двойной беседочный узел
- Тройной булинь[англ.]
- Встречный булинь
- Двойной беседочный узел
- Португальский булинь
- Испанский булинь
- Казачий узел
- Калмыцкий узел
- Эскимосский булинь
- Односторонняя восьмёрка